# Merisekhmet
Merisekhmet, també transcrit Merisakhmet (mrỉỉ-sḫm.t; "estimat de Sekhmet") va ser un alt funcionari egipci durant la dinastia XIX. Va ser djati durant el regnat de Merenptah.
| mr | i | i | A2 | sxm | x · t · Z5 |

| mr | i | i | A2 | sxm | x · t · Z5 |

Merysekhmet s'esmenta al Papir de Bolonya 1086, que és una carta de l'escriva de la taula d'ofrenes Bakenamun al seu pare Ramose, que era un profeta del temple de Tot a Memfis.
La carta fa referència al parador d'un esclau sirià anomenat Nekedi. Bakenamun esmenta que es va reunir amb el djati Merisekhmet i li va preguntar si Nekedi era amb ell, i se li va dir que no. A la carta, que s'exhibeix al Museu Cívic Arqueològic de Bolonya, s'esmenta un any 3 (de Merenptah), per la qual cosa és probable que Merisekhmet estigués a càrrec durant aquesta data.